# Mieczysław Cisło
Mieczysław Cisło né le 15 août 1945 à Niemirówek en Pologne est un évêque catholique polonais, docteur en théologie, recteur du Séminaire supérieur de Lublin de 1984 à 1998 et évêque auxiliaire de Lublin depuis 1998.

## Biographie
Il est né le 15 août 1945 à Niemirówka . Après être entré au séminaire de Lublin et y avoir effectué ses études, Mieczysław Cisło et ordonné prêtre le 14 juin 1970 par Piotr Kałwa. En 1975, il étudie la théologie dogmatique à l'Université pontificale grégorienne de Rome et obtient un doctorat théologie.
Dans les années 1970-1974, il fut vicaire dans la paroisse de St.Franciszek Ksawery à Krasnystaw, et vicaire la paroisse de St.George Anna de 1974 à 1975 à Lubartów. En 1992, il devient chanoine de l'archidiocèse de Lublin et, en 1996, il reçut le tire d'aumônier honoraire de Sa Sainteté.
Il fut recteur du séminaire de Lublin de 1984 à 1998, où auparavant il avait enseigné le Dogme.
Le 13 décembre 1997, le pape Jean-Paul II le nomme évêque auxiliaire de l'archidiocèse de Lublin avec le titre d'évêque titulaire d'Oca et fut consacré le 2 février 1998 par l'archevêque de Lublin Józef Życiński (pl). Sa devise épiscopale est « Christus Pascha nostrum » (en français « Christ notre Pâque »).